# Ján Michalko (Skilangläufer)
Ján Michalko (* 18. November 1947 in Východná; † 22. September 2024) war ein tschechoslowakischer Skilangläufer.

## Sportliche Laufbahn
Michalko, der für den CH Strbske Pleso startete, belegte bei den Olympischen Winterspielen 1972 in Sapporo den 40. Platz über 30 km und jeweils den 30. Rang über 15 km und 50 km. Zudem wurde er zusammen mit Stanislav Henych, Jan Fajstavr und Ján Ilavský Achter in der Staffel. In der Saison 1975/76 errang er in Davos den dritten Platz mit der Staffel und bei den Olympischen Winterspielen 1976 in Innsbruck den 46. Platz über 30 km. Er gewann keinen nationalen Meistertitel.